# (175419) Albiesachs
(175419) Albiesachs est un astéroïde de la ceinture principale.

## Description
(175419) Albiesachs est un astéroïde de la ceinture principale. Il fut découvert le 15 août 2006 à l'Observatoire de Lulin par Chi-Sheng Lin et Ye Quan-Zhi. Il présente une orbite caractérisée par un demi-grand axe de 3,13 UA, une excentricité de 0,13 et une inclinaison de 5,6° par rapport à l'écliptique.

## Compléments